# Campotenes
Campotenes là một chi bướm đêm thuộc phân họ Tortricinae của họ Tortricidae.

## Các loài
- Campotenes beryllodes (Diakonoff, 1954)
- Campotenes chrysopluta (Diakonoff, 1954)
- Campotenes microphthalma (Diakonoff, 1954)
- Campotenes vervoorti Diakonoff, 1972